# Heterischnus pictipes
Heterischnus pictipes är en stekelart som först beskrevs av Joseph Kriechbaumer 1894.  Heterischnus pictipes ingår i släktet Heterischnus och familjen brokparasitsteklar. Inga underarter finns listade i Catalogue of Life.